# Grantsville (Maryland)
Grantsville is een plaats (town) in de Amerikaanse staat Maryland, en valt bestuurlijk gezien onder Garrett County.

## Demografie
Bij de volkstelling in 2000 werd het aantal inwoners vastgesteld op 619.
In 2006 is het aantal inwoners door het United States Census Bureau geschat op 587, een daling van 32 (-5,2%).

## Geografie
Volgens het United States Census Bureau beslaat de plaats een oppervlakte van
1,8 km², geheel bestaande uit land. Grantsville ligt op ongeveer 772 m boven zeeniveau.

## Plaatsen in de nabije omgeving
De onderstaande figuur toont nabijgelegen plaatsen in een straal van 20 km rond Grantsville.